# Materializovaný pohled
Materializovaný pohled je „hybrid“ mezi tabulkou a klasickým pohledem. Povahou se podobá vyrovnávací paměti.
Jde o fyzickou tabulku definovanou příkazem SELECT, což zvyšuje výkon databázového systému.
Tento pohled přináší zrychlení dotazů, avšak duplikuje data v DB a zvyšuje režii UPDATE tabulky.